# Supercoppa del Portogallo 2015 (hockey su pista)
La Supercoppa del Portogallo 2015 è stata la 33ª edizione dell'omonima competizione portoghese di hockey su pista. Il torneo ha avuto luogo il 27 settembre 2015. 
A conquistare il trofeo è stato lo Sporting CP al secondo successo nella sua storia.

## Squadre partecipanti
| Club        | Qualificazione                                          | Partecipazioni precedenti (il grassetto indica la vittoria)                                          |
| ----------- | ------------------------------------------------------- | --- |
| Benfica     | Detentore della 1ª Divisão e della Coppa del Portogallo | 1982, 1983, 1986, 1991, 1992, 1993, 1995, 1997, 1998, 2000, 2001, 2002, 2005, 2009, 2010, 2012, 2014 |
| Sporting CP | Finalista della Coppa del Portogallo                    | 1982, 1984, 1988, 1990, 1995                                                                         |

## Risultati
| Squadra 1 | Risultato | Squadra 2   |
| --------- | --------- | ----------- |
| Benfica   | 2 - 4     | Sporting CP |

| Aljustrel 27 settembre 2015 | Benfica | 2 – 4 | Sporting CP |  |